# Hedy Schlunegger
Hedy Schlunegger   (Wengen, 10 de març de 1923 - Grindelwald, 5 de juliol de 2003) fou una esquiadora suïssa, especialista en esquí alpí, que va competir en els anys posteriors a la Segona Guerra Mundial. Era l'àvia de la també esquiadora Martina Schild.
El 1948 va prendre part en els Jocs Olímpics d'Hivern de Sankt Moritz, on disputà dues proves del programa d'esquí alpí. Guanyà la medalla d'or en la prova del descens, superant a les austríaques Trude Beiser i Resi Hammerer, segona i tercera respectivament. Aquesta mateixa victòria li va valer guanyar la prova del descens del Campionat del Món d'esquí alpí. En la combinada fou vuitena. També va ser set vegades campiona de Suïssa, quatre de descens (1942, 1944, 1946 i 1947) i tres de combinada (1943, 1946, 1947).